# Kowel-Wołyń Kowel
Kowel-Wołyń Kowel (ukr. Муніципальний футбольний клуб «Ковель-Волинь» Ковель, Municypalnyj Futbolnyj Kłub "Kowel-Wołyń" Kowel) — ukraiński klub piłkarski z siedzibą w Kowlu, w obwodzie wołyńskim, założony w 1986 r. pod nazwą Silmasz Kowel.

## Historia
Chronologia nazw:
- 1986—1993: Silmasz Kowel (ukr. «Сільмаш» Ковель)
- 1993—1994: Silmasz-Lon Kowel (ukr. «Сільмаш-Льон» Ковель)
- 1994—1995: Silmasz Kowel (ukr. «Сільмаш» Ковель)
- 1995—2000: FK Kowel (ukr. ФК «Ковель»)
- 2001: Kowel-Wołyń Kowel (ukr. «Ковель-Волинь» Ковель)
- 2001—2003: Kowel-Wołyń-2 Kowel (ukr. «Ковель-Волинь-2» Ковель)
- 2004—2009: MFK Kowel (ukr. МФК «Ковель»)
- 2009—...: Kowel-Wołyń Kowel (ukr. «Ковель-Волинь» Ковель)

Zespół występował w rozgrywkach mistrzostw i Pucharu obwodu wołyńskiego. Od początku rozgrywek w niezależnej Ukrainie w sezonach 1992/93, 1993/94 i 1994/95 klub występował w Mistrzostwach Ukrainy spośród drużyn amatorskich. Potem już pod nazwą FK Kowel w sezonie 1996/1997 ponownie startował w Mistrzostwach Ukrainy spośród drużyn amatorskich, ale po 2 kolejkach zrezygnował z rozgrywek. W sezonie 2000 kolejny raz przystąpił do rozgrywek w Mistrzostwach Ukrainy spośród drużyn amatorskich, w których zdobył brązowe medale, a w następnym sezonie jako Kowel-Wołyń podzielił w turnieju finałowym 5-6 miejsca.
W 2001 r. klub został filią Wołynia Łuck, dlatego zmienił nazwę na Kowel-Wołyń-2 i zgłosił się do rozgrywek Mistrzostw Ukrainy. W latach 2001—2003 występował w rozgrywkach ukraińskiej Drugiej Ligi. W sezonie 2001/02 zadebiutował w Drugiej Lidze, Grupie A, a w następnym sezonie zajął 6. miejsce. Jednak potem Wołyń wycofał się ze sponsorowania i drużyna zrezygnowała z dalszych występów.
Klub został reaktywowany przez władze miejskie i otrzymał nazwę MFK Kowel. Występował w rozgrywkach mistrzostw i Pucharu obwodu wołyńskiego. Latem 2009 r. z powrotem przywrócono pierwotną nazwę Kowel-Wołyń.

## Sukcesy
- brązowy medalista Mistrzostw Ukrainy spośród drużyn amatorskich:

2000
- 6 miejsce w Drugiej Lidze, grupie A:

2002/03
- mistrz obwodu wołyńskiego:

2009